# Vampire Weekend
A Vampire Weekend egy amerikai rockegyüttes New Yorkból, amelyet 2006-ban alapítottak. Az együttest az énekes és gitáros Ezra Koenig, a multi-instrumentalista Rostam Batmanglij, a dobos Chris Tomson és a basszusgitáros Chris Baio alapította. Az együttes első albuma a Vampire Weekend volt 2008-ban és nagy sikert aratott. A következő albumuk a Contra volt, amely szintén sikeres volt és a Modern Vampires of the City követte. Az utóbbi elnyerte a csoportnak a Legjobb alternatív zenei album Grammy-díjat. Batmanglij 2016 elején elhagyta az együttest. Az együttes negyedik albuma, a Father of the Bride 2019-ben jelent meg, amellyel az együttes ismét elnyert egy Grammy-díjat, illetve jelölve volt az Év albuma díjra is.

## Karrier

### 2006-2008: alapítás, korai évek

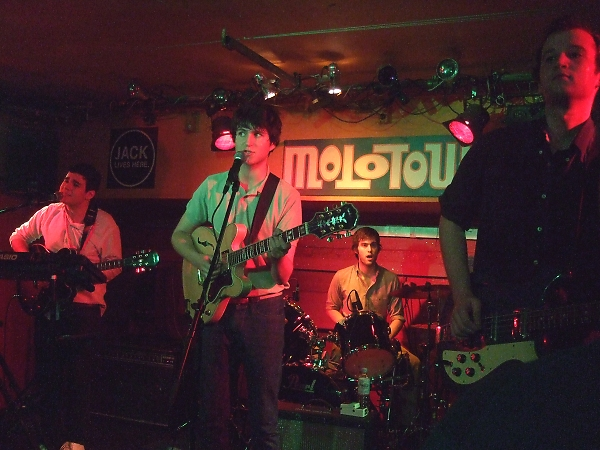
A Vampire Weekend 2007-ben

Az együttes tagjai a Columbia Egyetemen találkoztak, ahol Koenig és Tomson egy rap dalon közreműködtek. Az együttes a Vampire Weekend nevet egy Koenig által készített filmprojekt címéből vette át, amit az énekes egypár nap után elhagyott. Az együttes az egyetemen kezdett el koncerteket adni. Miután befejezték tanulmányaikat elkezdtek dolgozni és közben készítették debütáló albumukat.
2007-ben a Cape Cod Kwassa Kwassa daluk 67. helyet kapott a Rolling Stone Az év 100 legjobb dala listáján. 2007 novemberében a The Shins együttessel turnéztak az Egyesült Királyságban. Az együttes az interneten keresztül lett ismert és debütáló albumuk megjelenése előtt már túl voltak három turnén. Az együttes 2008. február 1-én a The Late Show with David Letterman műsorban és március 8-án a Saturday Night Live-ban lépett fel. Az együttest sokan kritizálták, volt, aki a "világ legfehérebb együttesének" nevezte, annak ellenére, hogy a tagok többek között, olasz, perzsa, magyar és ukrán felmenőktől származnak. Koenig erre így válaszolt: "Az együttesünkben senki se WASP" (fehér angolszász protestáns), illetve hogy az együttes összes tagja ösztöndíjjal tanult a Columbián és még mindig fizették vissza diákhiteleiket 2009-ben.

### 2008-2009:Vampire Weekend
Az együttes első albuma, a Vampire Weekend 2008. január 29-én jelent meg és 430. helyen szerepel a Rolling Stone Minden idők 500 legjobb albuma listáján. Mind az Egyesült Államokban és az Egyesült Királyságban is sikeres volt, 17. és 15. helyre jutva a slágerlistákon. Négy kislemez jelent meg az albumról, a Mansard Roof, az A-Punk, az Oxford Comma és a Cape Cod Kwassa Kwassa.

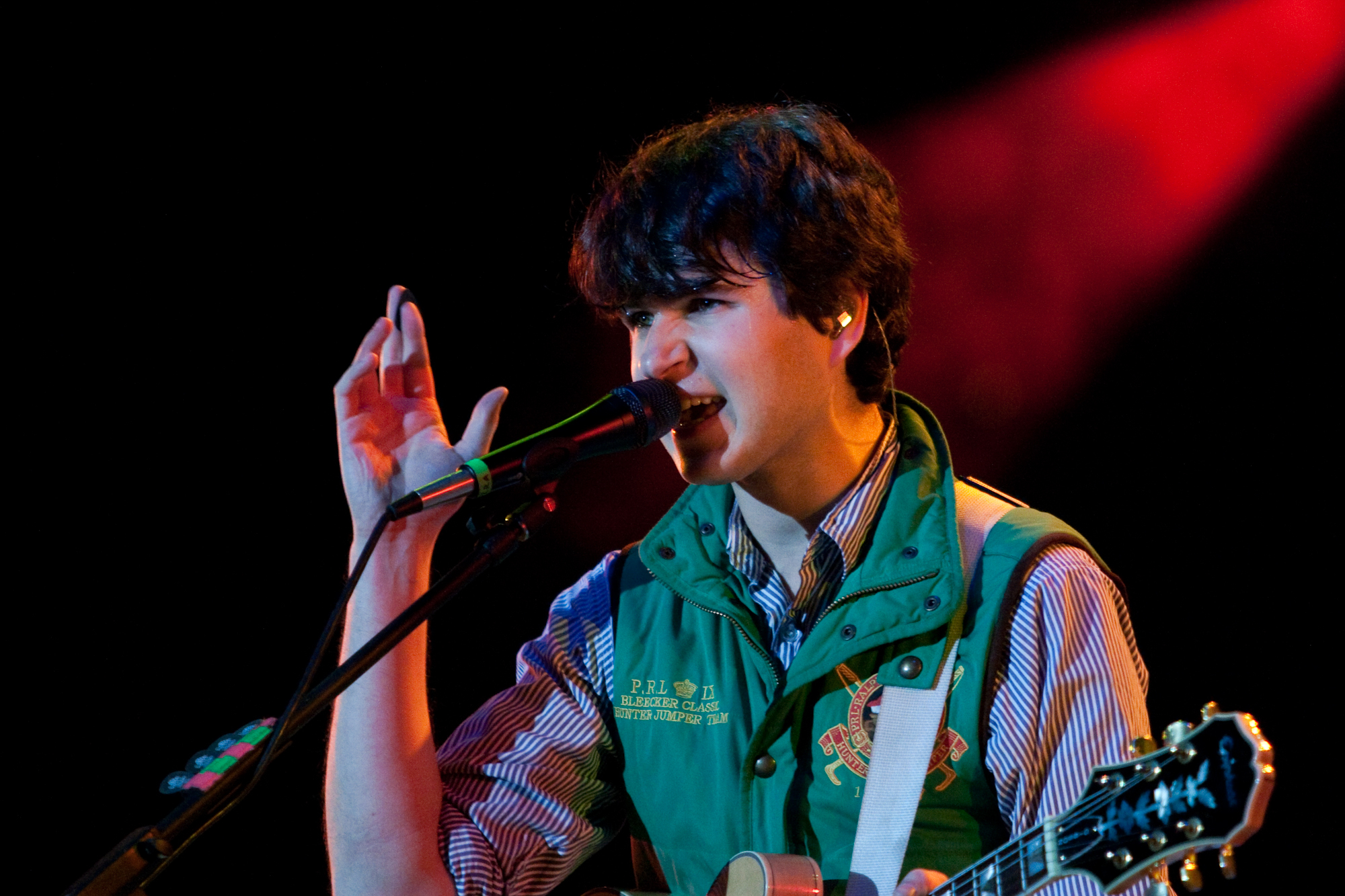
Ezra Koenig az együttessel, 2009-ben

### 2009-2010:Contra
Az együttes második albuma, a Contra 2010. január 11-én jelent meg. Az első kislemez, a Horchata 2009. október 5-én, a második, a Cousins 2009. november 17-én jelent meg. 
A Vampire Weekend első albuma volt, amely a Billboard 200 élére jutott és a 12. függetlenül kiadott album a slágerlista történetében, amely ezt elérte. Az albumból 124 ezer példányt adtak el az első héten és 2011 novemberére arany minősítést kapott az Amerikai Hanglemezgyártók Szövetségétől (RIAA). 2010-ben gyémánt minősítést adott a Contra-nak az IMCA.
2010. január 9-én az együttest fellépett az MTV Unplugged műsorán. A következő hónapban az együttes Európában és Kanadában turnézott a Fan Death együttessel. A Giving Up the Gun videóklipje 2010. február 18-án jelent meg és szerepelt benne többek között Joe Jonas, Lil Jon, RZA, és Jake Gyllenhaal is.
Több fesztiválon is felléptek, a Coachella, a Bonnaroo, az Austin City Limits és az All Points West fesztiválon az Egyesült Államokba és a Groovin' The Moo-n Ausztráliában. Angliában felléptek a Glastonbury Fesztivál Piramis Színpadán.
A Contra jelölve volt a Legjobb alternatív zenei album kategóriában Grammy-díjra, de alulmaradt a The Black Keys Brothers albumával szemben.

### 2010-2014:Modern Vampires of the City
2012. április 26-án a Rolling Stone azt írta, hogy az együttes következő albuma akár már abban az évben megjelenhet. Az album megjelenésig nem sokat beszélt róla az együttes, a részleteket megtartották maguknak. Nem akarták, hogy a sok interjú befolyásolja azt, hogy az emberek hogyan fogadják az albumot.

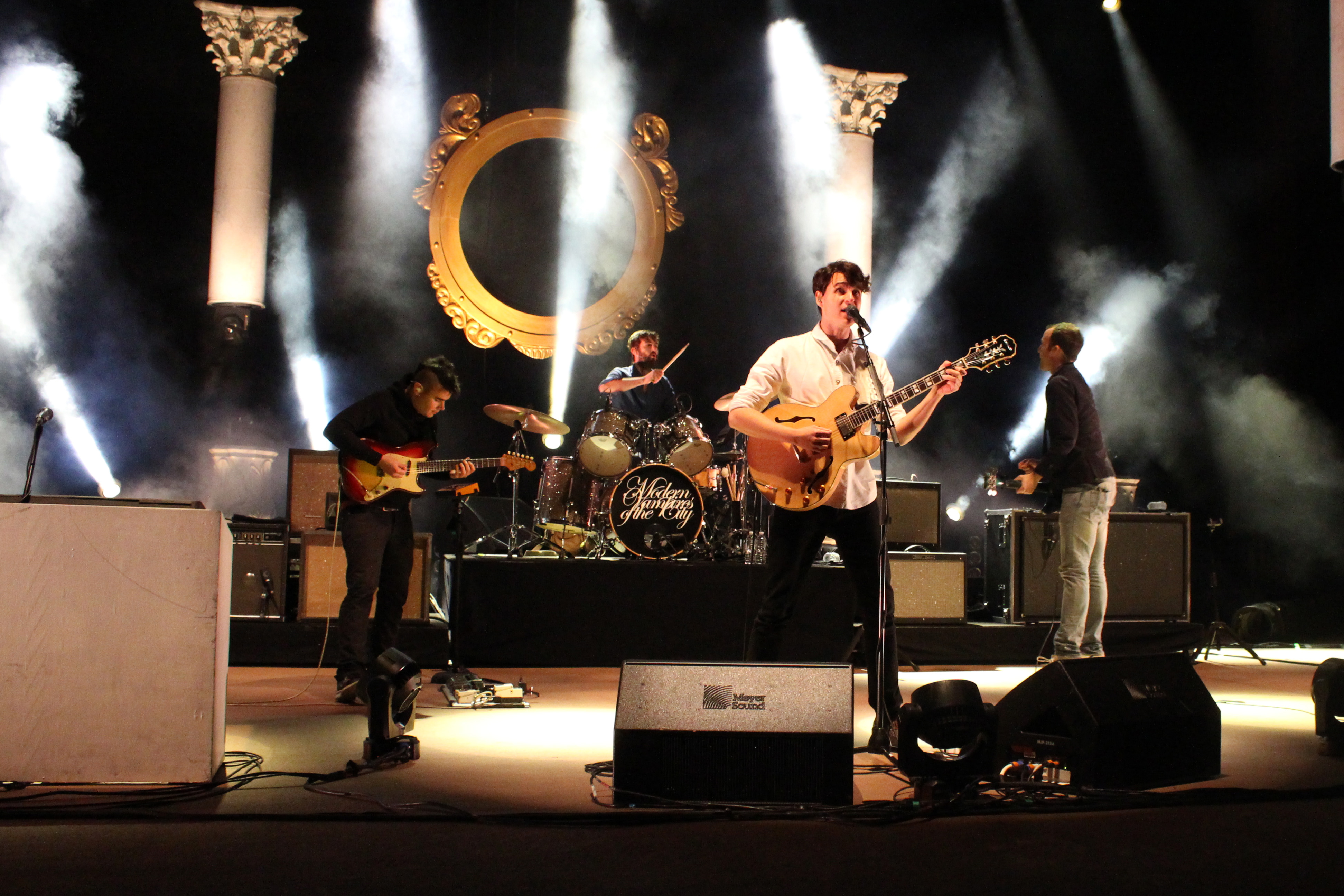
A Vampire Weekend 2013-ban

2013. március 16-án az együttes fellépett a SXSW fesztiválon, ahol két új dalt mutattak be: a Diane Young-ot és a Ya Hey-t. 2013. március 18-án kiadták a Siane Young/Step kislemezt. Májusban zenei vendégek voltak a Saturday Night Live-on, immáron harmadszorra.
A Modern Vampires of the City 2013. május 14-én jelent meg. Az album producerei Batmanglij és Ariel Rechtshaid voltak. Ez volt az első alkalom, hogy az együttesen kívül valaki része volt az album elkészítésének folyamatának. A Modern Vampires of the City első helyen debütált a Billboard 200-on, a Contra után a második lemezük volt, amely ezt elérte. Ezzel az első független rockegyüttes lettek, akiknek sorozatban két albumuk is elérte a slágerlista első helyét. Az album rekordot döntött, az első héten több, mint 10 ezer hanglemez kelt el belőle. 2014-ben a Modern Vampires of the City Grammy-díjat nyert a Legjobb alternatív zenei album kategóriában.
Az albumból a megjelenés utáni első héten 134 ezer példány kelt el az Egyesült Államokban. Az Egyesült Királyságban harmadik helyen debütált és 27,805 példány kelt el belőle. 2014 decemberében arany minősítést kapott az Amerikai Hanglemezgyártók Szövetségétől. 2014-ben gyémánt minősítést kapott az IMCA-től, legalább 200 ezer eladott albumért Európában.
A Rolling Stone Minden idők 500 legjobb albuma listáján 328. helyen található.

### 2014-napjainkig: Batmanglij távozása és aFather of the Bride

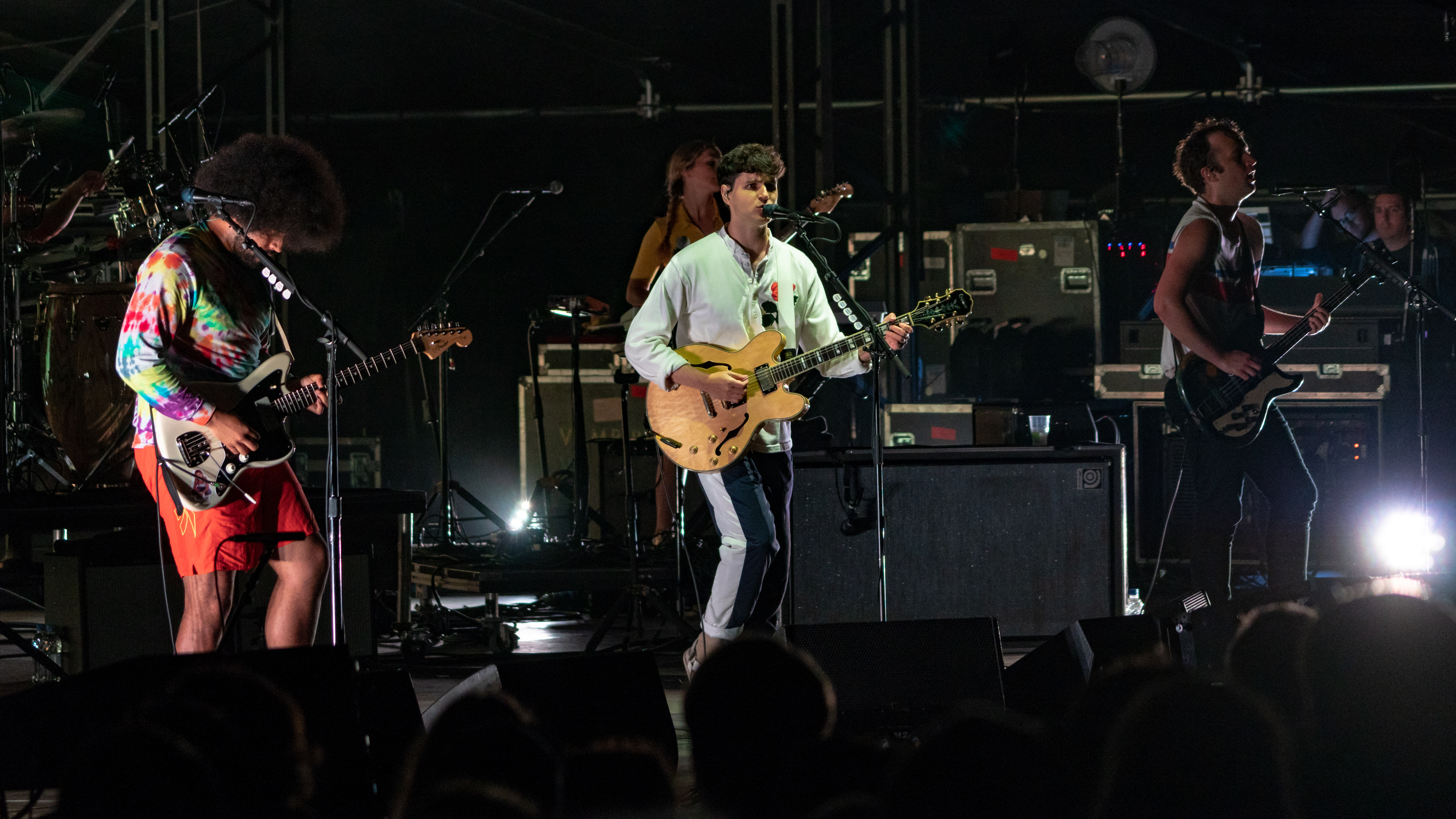
A Vampire Weekend 2018-ban, az End of the Road fesztiválon

Az együttes 2016. január 26-án jelentette be, hogy Rostam Batmanglij elhagyta az együttest. Távozásakor elmondta, hogy ettől függetlenül fog együtt dolgozni Koeniggel. Ugyanezen napon Koenig bejelentette, hogy az együttes visszatér  stúdióba és Batmanglij is dolgozni fog velük az albumon. Az albumnak a címe ekkor Mitsubishi Macchiato volt.
2016 áprilisában az együttes fellépett Bernie Sanders egy kampányeseményén. Koenig Sanders egy ismert támogatója.
Az együttes 2018. január 31-én fellépett az End of the Road fesztiválon, az első ilyen fellépésük négy éve. Headlinerei voltak a 2018-as Fuji Rock fesztiválnak. A fellépéseken Koenig, Baio és Tomson mellett Greta Morgan (billentyűk, gitár, vokál), Brian Robert Jones (gitár), Garrett Ray (ütőhangszerek, dobok, vokál) és Will Canzoneri (billentyűk, vokál) szerepelt.
2019 januárjában Koenig bejelentette, hogy az album 59 perc hosszú lesz és 18 dalt fog tartalmazni. Január 24-én megjelent a Harmony Hall és a 2021 dalok és hivatalosan is Father of the Bride lett az album címe. Ez volt az első alkalom, hogy az együttes közreműködő énekeseket használt az albumon. Koenig elmondta, hogy már tervben van, hogy elkezdenek dolgozni az ötödik albumon.
A 62. Grammy-díjátadón az együttes három jelölést kapott: az Év albuma, a Legjobb alternatív zenei album kategóriákban a Father of the Bride-ért és a Legjobb rock dal kategóriában a Harmony Hall-ért. Ebből egyet nyertek el, a Legjobb alternatív zenei album díjat. 2020-ban kiadták a Live in Florida középlemezt, amelyen a Father of the Bride turné állomásain felvett dalok szerepeltek. 2021. február 4-én kiadták a 40:42 középlemezt.

## Tagok

### Jelenlegi tagok
- Ezra Koenig – ének, gitár, zongora (2006–napjainkig)
- Chris Baio – basszusgitár, háttérének, esetenként zongora (2006–napjainkig)
- Chris Tomson – dobok, ütőhangszerek, esetenként gitár, háttérének (2006–napjainkig)

### Koncertező tagok
- Brian Robert Jones – gitár, háttérének (2018–napjainkig)
- Greta Morgan – billentyűk, gitár, ütőhangszerek, háttérének (2018–napjainkig)
- Garrett Ray – ütőhangszerek, dobok, háttérének (2018–napjainkig)
- Will Canzoneri – billentyűk, háttérének (2018–napjainkig)

### Korábbi tagok
- Rostam Batmanglij – billentyűk, gitár, háttérének, producer, programozás, ütőhangszerek, esetenként ének (2006–2016)

## Imidzs

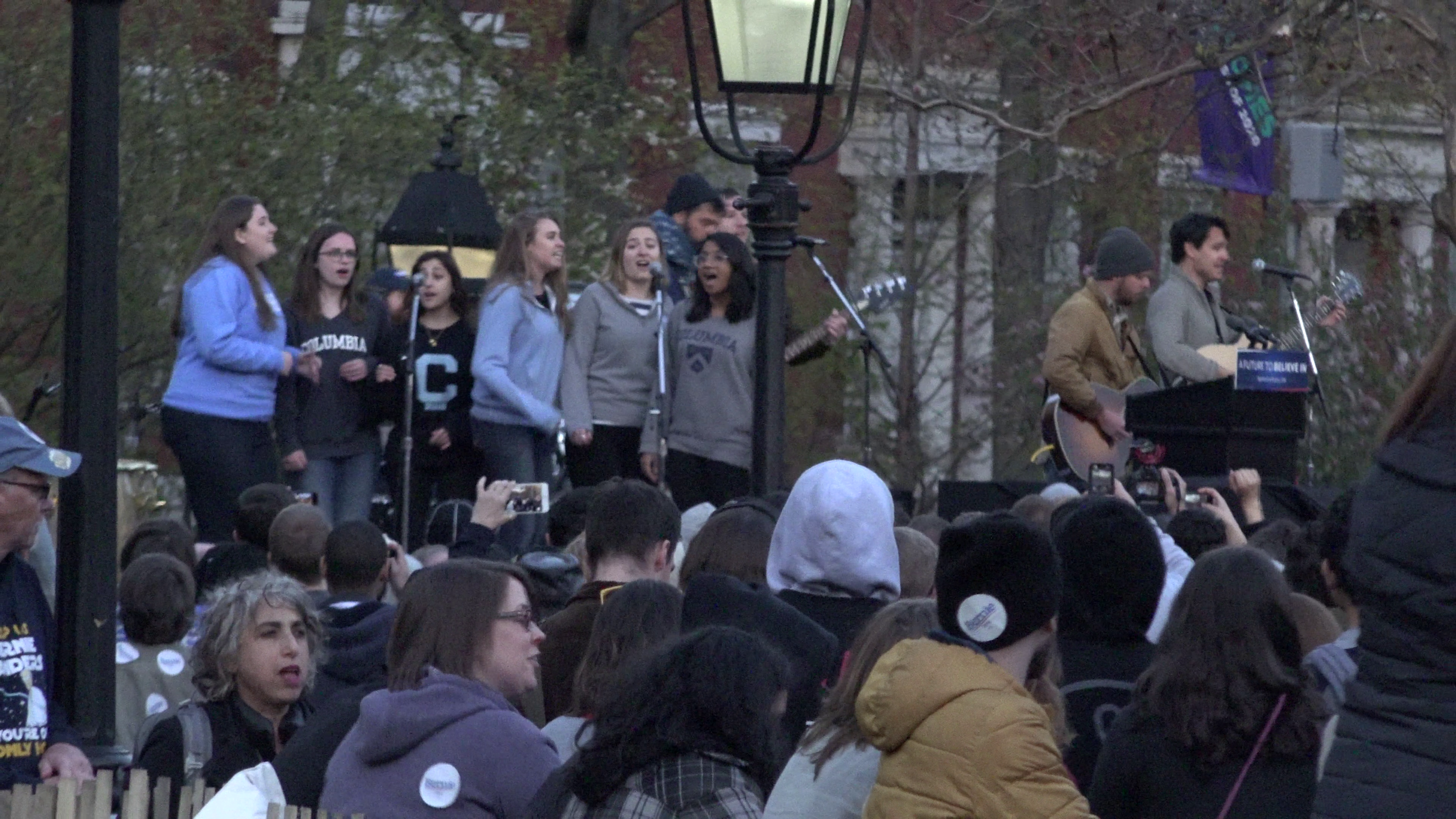
A Vampire Weekend egy Bernie Sanders-kampányeseményen

2010-ben az együttest beperelte Kirsten Kennis, egy modell aki szerepelt a Contra borítóján. Kennis szerint az együttes nem kért engedélyt, hogy felhasználja képét. 2011-ben egyeztek meg, bíróságon kívül.
2012 januárjában Barack Obama összeállított egy listát, amely előadók támogatását várta újraválasztása alatt. A listán a Vampire Weekend mellett szerepelt többek között Jay-Z, John Legend és Alicia Keys is.
2016 januárjában az együttes fellépett egy Bernie Sanders-kampányeseményen, két nappal az iowai előválasztás előtt. Rostam Batmanglij és Chris Baio helyett David Longstreth és Nat Baldwin lépett fel az együttessel, mivel Batmanglij elhagyta az együttest és Baio a mellékprojektjével turnézott. Ezra Koenig többször is kifejezte támogatását a jelölt mellett.

## Diszkográfia

### Stúdióalbumok
- Vampire Weekend (2008)
- Contra (2010)
- Modern Vampires of the City (2013)
- Father of the Bride (2019)

### Középlemezek
- Vampire Weekend (2007)
- iTunes Session (2010)
- Live in Florida (2020)
- 40:42 (2021)